# Zeina
Zeina (tiếng Ả Rập: زينة, IPA: [ˈzeːnæ]; tên khai sinh Wessam Reda Ismail Morsi, sinh ngày 4 tháng 2 năm 1977) là một nữ diễn viên và người mẫu Ai Cập. Cô bắt đầu diễn xuất từ năm 1995 và kể từ đó đã tham gia diễn xuất trong nhiều bộ phim và phim truyền hình, bao gồm Afaryt el-Sayala (Ghosts of Sayala) (2004) và El Haya fe Montaha el Laza (Joys of Life) (2005).

## Nghề nghiệp
Zeina bắt đầu sự nghiệp của mình như một người mẫu trong các video clip, sử dụng tên thật Wesam. Cô được đạo diễn Daoud Abdel Sayed chọn đóng vai Hanna trong Ard El kof (Vùng đất sợ hãi), vai diễn đầu tay của cô. Cô cũng làm việc như một phát thanh viên tại một trong những kênh của Đài Phát thanh và Truyền hình Ả Rập nơi cô góp mặt trong các chương trình kỹ thuật.
Với việc gia nhập thế giới diễn xuất, cô đã chọn đặt tên cho mình là "Zeina". Cô được đạo diễn Youssef Chahine gọi là " Sophia Loren của người Ả Rập" sau khi anh nhìn thấy cô trong bộ phim Montaha El Laza (Joys). Cô đã giành được danh hiệu nữ diễn viên xuất sắc nhất năm 2005 và 2006 trong các cuộc thăm dò ý kiến công chúng và cô cũng đã giành được giải thưởng cho vai diễn xuất sắc cho vai diễn trong loạt phim "Hdrat El Motaham Aby (Cha tôi là bị cáo)".
Nghệ sĩ Ahmed Zaki gọi cô là " Penélope Cruz " vì sự tương đồng giữa cô và nữ diễn viên người Tây Ban Nha này. Zeina đã tham gia vào một số tác phẩm điện ảnh, như El Haya fe Montaha el Laza (Joys of Life), Sayed El Atefy (Lord of the Emotional), El Sahabh (Ghost), El gezyra (đảo), 90 Minutes, Puskas, Hình thang, Thuyền trưởng Hima, Một - Không , Hai cô gái đến từ Ai Cập , Người lớn và Bảy Albermbp .
Zeina cũng tham gia bộ phim truyền hình bắt đầu với Shaba ra2 gedan và Wael Nour vào năm 1995. Cô cũng xuất hiện trong các bộ phim Afaryt el-Sayala (Ghosts of Sayala), Lel Sarwa Hesabat o5ra (Wealth Other Account), Ali Wika, Hadret el Motaham Aby (Cha tôi là bị cáo) và Layaly. Cô là một trong những nhân vật chính trong loạt phim Ramadan 2017, Le a3la se3r (Với giá cao nhất) đóng vai chính là Laila.
Cô cũng đã xuất hiện trong một số loạt chương trình radio như Sinbad Emad "và" Runaway to Travel ".

## Cuộc sống cá nhân

### Phạt tù
Vào tháng 1 năm 2008, một phán quyết của tòa án đã kết án Zeina hai tháng tù giam và phạt một ngàn bảng vì một nhân viên giao thông và một quân lính cho rằng Zeina đã tấn công bằng lời nói và đánh đập họ trong khi họ đang vi phạm luật giao thông. Cô đã nhận được một sự tha bổng từ Tòa án phúc thẩm vào tháng Tư cùng năm và chính phủ để chứng minh sự gian lận và làm sai lệch hồ sơ của viên chức 

### Kết hôn
Zeina đã có hai bé trai sinh đôi vào tháng 10 năm 2013. Cô tuyên bố rằng cha của chúng là nam diễn viên Ahmed Ezz sau một cuộc hôn nhân theo phong tục. Ezz phủ nhận những cáo buộc như vậy nên cô đã yêu cầu xét nghiệm DNA để xác minh tuyên bố của mình. Năm 2015, tòa án gia đình Cairo phán quyết ủng hộ Zeina đăng ký các cậu bé với Ezz là cha ruột sau khi anh từ chối làm xét nghiệm. Sau đó, tòa án của Thành phố Nasr đã kết án Ezz vắng mặt ba năm tù và phạt tiền 15.000 EGP với tội danh phỉ báng và vu khống đối với nữ diễn viên Zeina.

## Đóng phim

### Rạp chiếu bóng
| STT | Năm  | Phim                         | Vai diễn |
| --- | ---- | ---------------------------- | -------- |
| 1   | 1999 | Ard El kof (Vùng đất sợ hãi) | Hana     |
| 2   | 2005 | El Hayah Montaha El-lazza    |          |
| 3   | 2005 | Nói El Atefy                 | Gehan    |
| 4   | 2007 | El Shabah                    | Ahlam    |
| 5   | 2007 | Al Gezera (Đảo)              | Fayka    |
| 6   | 2008 | Boshkash                     | Hania    |
| 7   | 2008 | Shebh Monharef               |          |
| 8   | 2008 | Captin Hima                  | Mariam   |
| 9   | 2009 | Wahed..Sefr                  | Nadia    |
| 10  | 2010 | Đàn ông Bentein misr         | Hanan    |
| 11  | 2010 | El Kobar                     | Heba     |
| 12  | 2010 | Bolbol Hayran                | Hoa nhài |
| 13  | 2012 | Al Maslaha                   | Shadia   |

### Truyền hình
- Le a3la se3r (Với giá cao nhất) 2017
- Afaryt el-Sayala (Bóng ma của Sayala)
- Hadret El Mottaham Abi
- Ali Ya Wika
- Giáo dân

## liên kết ngoài
- Zeina trên Instagram
- Zeina trên Facebook
- Zeina trên IMDb